# Жарков, Николай Сергеевич

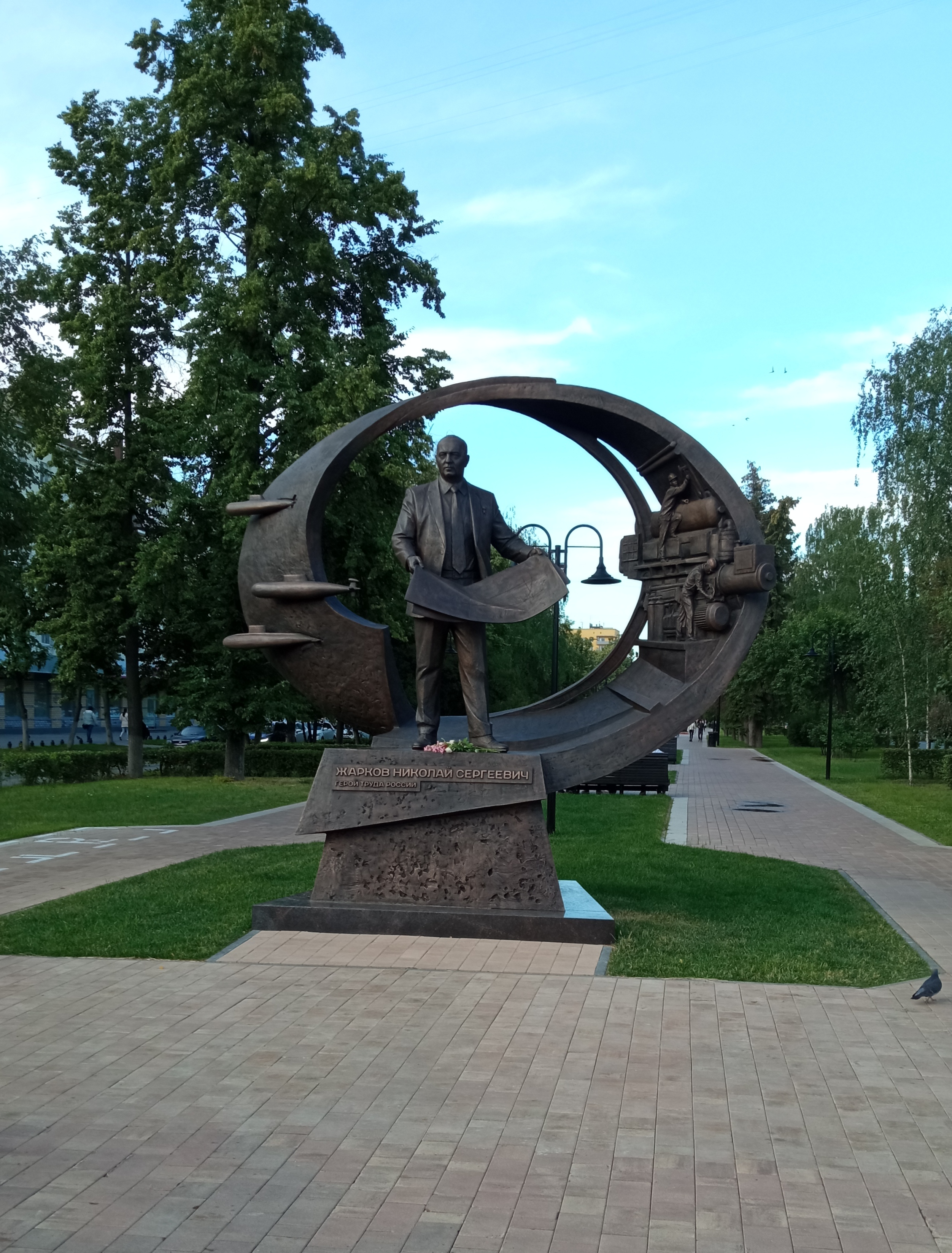
Памятник Н.С. Жаркову на Юбилейном бульваре в Сормове

Никола́й Серге́евич Жарко́в (17 ноября 1937, Пятигорск, Орджоникидзевский край — 15 апреля 2022, Нижний Новгород) — российский судостроитель. Генеральный директор ПАО «Завод „Красное Сормово“» (1984—2018), советник генерального директора ПАО «Завод „Красное Сормово“» (2018—2022). Герой Труда Российской Федерации (2019).

## Биография
Окончил десятилетнюю школу с золотой медалью, после чего поступил на энергомашиностроительный факультет Ленинградского политехнического института имени М. И. Калинина, который окончил в 1961 году по специальности «турбиностроение». С 1961 года трудился на заводе «Красное Сормово» инженером-строителем судов, с 1963 года — старший строитель Производственного отдела автоматики. С 1965 по 1975 года — заместитель, начальник судокорпусного цеха № 3 и с 1975 по 1984 года — заместитель главного инженера, главный инженер. С 18 мая 1984 года — генеральный директор завода «Красное Сормово».
Под его руководством было построено около 400 судов различных типов и назначений, в том числе 65 подводных лодок, из них 24 лодки с атомными энергетическими установками.
Кандидат технических наук.
15 июня 2018 года оставил должность генерального директора завода в связи с истечением своих полномочий.
26 апреля 2019 года удостоен звания Герой Труда Российской Федерации «за особые трудовые заслуги перед государством и народом».
Скончался 15 апреля 2022 года на 85 году жизни. Похоронен на кладбище «Копосово-Высоково».

## Награды, премии, другие отличия
- Медаль «В ознаменование 100-летия со дня рождения Владимира Ильича Ленина» (1970 год)[10]
- Орден «Знак Почёта» (1970 год)[10]
- Орден Ленина (1975 год)[10]
- Серебряная медаль ВДНХ СССР (1983 год)[10]
- Премия Совета Министров СССР (1984 год)[3].
- Медаль «Ветеран труда» (1987 год)[10]
- Государственная премия Российской Федерации в области науки и техники (1996 год)[3]
- Юбилейная медаль «300 лет Российскому флоту» (1996 год)[10]
- Почётный знак «Благодарность Губернатора Нижегородской области» (1997 год)[10]
- Звание «Почётный гражданин города Нижнего Новгорода» (29 августа 1997 года)[11]
- Звание «Заслуженный сормович» (1997 год)[10]
- Победитель конкурса СНГ «100 лидеров промышленности и науки Содружества» (1999 год, 2001 год)[10]
- Нагрудный знак «Почётный работник начального профессионального образования Российской Федерации» (2000 год)[10]
- Звание «Почётный судостроитель» (2004 год)[10]
- Медаль ФНПР «100 лет профсоюзам России» (2005 год)[10]
- Нагрудный знак «100 лет Российскому профсоюзу работников судостроения» (2005 год)[10]
- Медаль «Столетие подводных сил России» (2005 год)[10]
- Медаль «Адмирал Флота Советского Союза С. Г. Горшков» (2005 год)[10]
- Нагрудный знак ликвидатора ядерно-радиационной аварии на АПЛ К-320 (2005 год)[10]
- Победитель регионального и российского конкурса «Менеджер года-2006» (2006 год)[10]
- Медаль «За боевое содружество» (2006 год)[10]
- Благодарность губернатора Нижегородской области и руководства УФНС России по Нижегородской области (2006 год)[10]
- Звание «Почётный гражданин Нижегородской области» (25 мая 2017 года) — за выдающиеся личные заслуги в общественно значимой для всей Нижегородской области сфере деятельности, направленной на благо населения области[12]
- Орден «За заслуги перед Отечеством» II степени (2017 год)[13]
- Герой Труда Российской Федерации (2019)

## Память
Имя Николая Жаркова носит сквер около дома №2 по ул. Ефремова, где он проживал. В сквере установлен памятный знак.
25 апреля 2025 года в Нижнем Новгороде открыт памятник (работа скульптора А. Щитова) Николаю Жаркову.
11 июля 2025 года на заводе «Красное Сормово» был торжественно спущен на воду четырёхпалубный пассажирский теплоход «Николай Жарков» проекта «Карелия», построенный по заказу круизной компании «Водоходъ», первый из серии трёх однотипных судов.